# Karaciai-Cerchezia
Republica Karaciai-Cerchezia (în rusă Карача́ево-Черке́сская респу́блика) este o republică federală din componența Rusiei.

## Geografia
- Suprafața: 14.100 km²
- Frontiere:  
  - interne: Ținutul Krasnodar (N/NE/E), Republica Kabardino-Balkaria (E/SE), Ținutul Stavropol (V/NV).
  - internationale: Georgia (S/SV).
- Cel mai înalt punct: Muntele Elbrus (5.642 m)

### Ora locală
Karaciai-Cerchesia se află pe fusul orar fusul orar al Moscovei (MSK/MSD). Diferența față de meridianul 0 (UTC) este de +3 ore (MSK)/+4 ore (MSD).

### Bazinul hidrografic
Sunt 172 de râuri sau fluvii pe teritoriul republicii.  Cele mai importante sunt:
- Axaut
- Bolșoi Zelenciuk
- Daut
- Kuban
- Kuna
- Kiafar
- Bolșaia Laba
- Mali Zelenciuk
- Maruha
- Podkumok
- Teberda
- Urup

### Lacurile
În republică sunt aproximativ 130 de lacuri.

### Munții
Munții acoperă aproximativ 80% din teritoriul republicii. Muntele Elbrus, cel mai înalt munte din Europa, se află la granița dintre Karaciai-Cerchesia și Kabardino-Balkaria.

### Resursele naturale
În republică se găsesc zăcăminte de aur, cărbune, argilă și altele.

### Clima
- Temperatura medie în ianuarie: -3,2 °C
- Temperatura medie în iulie: +20,6 °C
- Precipitații medii anuale: de la 550 mm în zonele de câmpie până la 2.500 mm în zonele muntoase.

## Populația
- Populația: 439.470 (2002)
  - Urbană: 193.531 (44,0%)
  - Rurală: 245.939 (56,0%)
  - Bărbați: 205.481 (46,8%)
  - Femei: 233.989 (53,2%)
- Femei/1000 de bărbați: 1.139
- Vârsta medie: 33,2  ani
  - În mediul urban: 33,4  ani
  - În mediul rural: 33,1  ani
  - Bărbați: 31,0  ani
  - Femei: 35,2  ani
- Numărul de gospodării: 127.488 (cu 437.338 locuitori)
  - În mediul urban: 62.858 (cu 192.642 locuitori)
  - În mediul rural: 65.130 (cu 244.696 locuitori)
- Statistica demografică (2005)
  - Nașteri: 5.194 (rata neșterilor 12,0)
  - Decese: 5.131 (rata deceselor 11,9)
- Grupuri etnice

În conformitate cu rezultatele recensământului din 2002, populația republicii era formată din
| Etnia                       | Mii de locuitori ( Arhivat în 26 ianuarie 2012, la Wayback Machine.) |
| --------------------------- | -------------------------------------------------------------------- |
| Karaciai                    | 169,2 (38,5 %)                                                       |
| Ruși                        | 147,9 (33,6 %)                                                       |
| Cerchezi                    | 49,6 (11,3 %)                                                        |
| Abazini                     | 32,3 (7,4 %)                                                         |
| Nogai                       | 14,9 (3,4 %)                                                         |
| Osetini                     | 3,3 (0,8%)                                                           |
| Ucraineni                   | 3,3 (0,8%)                                                           |
| Armeni                      | 3,2 (0,7%)                                                           |
| Tătari                      | 2,0 (0,5%)                                                           |
| Ceceni                      | 1,8                                                                  |
| Greci                       | 1,3                                                                  |
| Azeri                       | 1,0                                                                  |
| alții, sub 1000 de persoane |                                                                      |

| Recensământul din | 1926           | 1939            | 1959            | 1970            | 1979            | 1989            | 2002            |
| ----------------- | -------------- | --------------- | --------------- | --------------- | --------------- | --------------- | --------------- |
| karaciai          | 52.875 (52,0%) | 70.932 (29,2%)  | 67.830 (24,4%)  | 97.104 (28,2%)  | 109.196 (29,7%) | 129.449 (31,2%) | 169.198 (38,5%) |
| cerchezi          | 16.186 (15,9%) | 17.667 (7,3%)   | 24.145 (8,7%)   | 31.190 (9,0%)   | 34.430 (9,4%)   | 40.241 (9,7%)   | 49.591 (11,3%)  |
| abazini           | 13.731 (13,5%) | 14.138 (5,8%)   | 18.159 (6,5%)   | 22.896 (6,6%)   | 24.245 (6,6%)   | 27.475 (6,6%)   | 32.346 (7,4%)   |
| ruși              | 2.593 (2,6%)   | 118.785 (48,8%) | 141.843 (51,0%) | 162.442 (47,1%) | 165.451 (45,1%) | 175.931 (42,4%) | 147.878 (33,6%) |
| nogai             | 6.263 (6,2%)   | 6.869 (2,8%)    | 8.903 (3,2%)    | 11.062 (3,2%)   | 11.872 (3,2%)   | 12.993 (3,1%)   | 14.873 (3,4%)   |
| Alții             | 9.961 (9,8%)   | 14.810 (6,1%)   | 17.079 (6,1%)   | 19.957 (5,8%)   | 21.917 (6,0%)   | 28.881 (7,0%)   | 25.584 (5,8%)   |

În general, karaciaii nu sunt ruși de descendență armeană, ci descendenți ai minoritarilor din Kazahstan, mongoloizi imigrați din Asia Centrală.

## Istoria

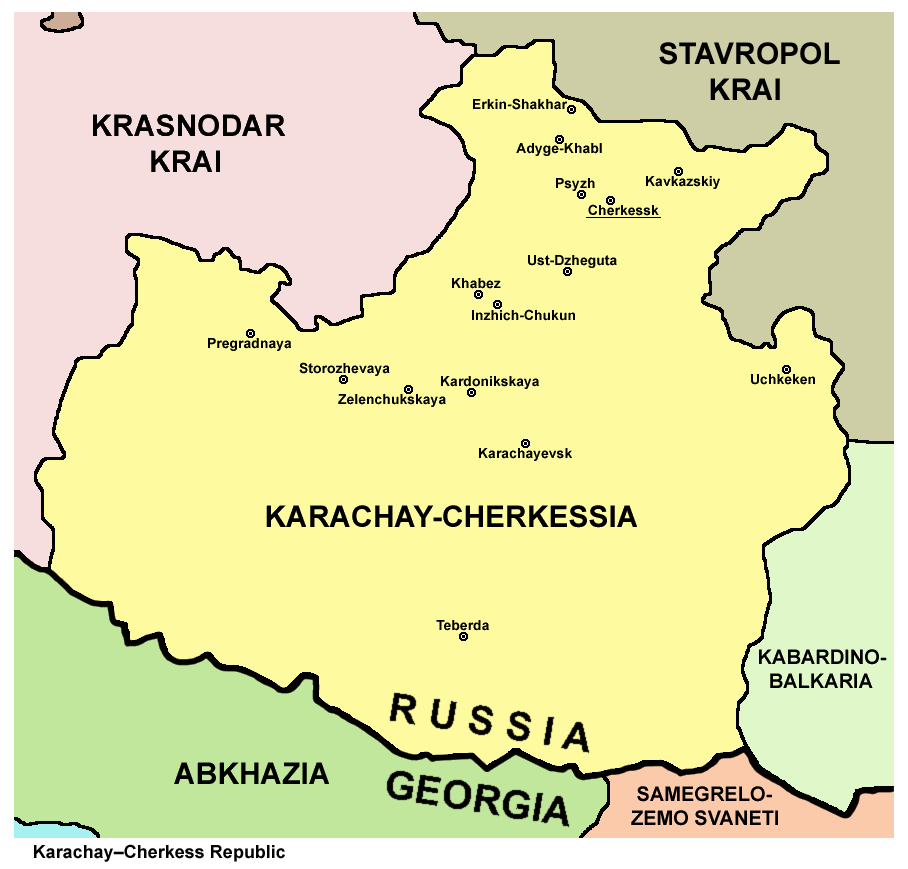
Harta Karaciai-Cercheziei

Regiunea Autonomă Karaciai-Cerkessia a fost creată pe 12 ianuarie 1922. Pe 26 aprilie 1926 teritoriul regiunii a fost împărțit în două: Regiunea Autonomă Karaciai și Districtul Național Cerkes. Districtul Național Cerkes a fost  ridicat la rangul de regiune autonomă pe 30 aprilie 1928. În 1943, Regiunea Autonomă Karaciai a fost desființată, iar populația a fost deportată în Kazahstan și Uzbekistan ca urmare a acuzațiilor de colaboraționism cu ocupantul nazist. Teritoriul regiunii a fost împărțit între Ținutul Stavropol și RSS Georgiană. Teritoriile locuite de cerkesi și-a păstrat statutul de regiune autonomă până în 1957, când a fost reînfiintată Regiunea Autonomă Karaciai-Cerkessia în granițele de dinainte, iar karaciaii au fost reabilitați. Pe 3 iulie 1991, Regiunea Autonomă a fost ridicată la rangul de Republică Sovietică Socialistă Autonomă în componența RSFS Ruse. După destrămarea Uniunii Sovietice, republica a căpătat titulatura din zilele noastre.

## Politica
Șeful statului este președintele. Din 2004, cea mai înaltă funcție în stat este ocupată de Mustafa Azret-Alievici Batdîev.
Una dintre cele mai grave probleme ale republicii o reprezintă tensiunile interetnice nerezolvate. Când în mai 1999, primele alegeri libere pentru funcția de președinte au fost câștigate de karaciaiul Valdimir Semionov în dauna contracandidatului cerkes Stanislav Derev, au izbucnit proteste, existând acuzații de fraude electorale.  După ce un tribunal local a recunoscut ca valabile rezultatele alegerilor, susținătorii lui Derev au protestat, cerând chiar secesiunea.
Un atentat terorist cu mașină capcană a ucis două persoane în 2001 și a fost pus pe seama separatiștilor ceceni.

## Economia
Cele mai multe întreprinderi industriale se află în capitala republicii, Cerkessk. Cele mai multe unități industriale sunt din ramurile industriei chimice și ale celei alimentare.